# Gordea
Gordea är en ordning av tagelmaskar. Gordea ingår i fylumet tagelmaskar och riket djur.
Ordningen innehåller bara familjen Gordiidae. Gordea är enda ordningen i fylumet Nematomorpha.